# Malloderma
Malloderma is een kevergeslacht uit de familie van de boktorren (Cerambycidae). De wetenschappelijke naam van het geslacht werd voor het eerst geldig gepubliceerd in 1872 door Lacordaire.

## Soorten
Malloderma omvat de volgende soorten:
- Malloderma kuegleri Holzschuh, 2010
- Malloderma pascoei Lacordaire, 1872
- Malloderma pulchra (Pic, 1926)